# Parti communiste (Turquie)
Pour les articles homonymes, voir Parti communiste et Parti communiste de Turquie.
Ne doit pas être confondu avec Parti communiste de Turquie/marxiste-léniniste ou Parti communiste révolutionnaire de Turquie.
Le Parti communiste (en turc : Komünist Parti, abrégé KP) est un ancien parti politique turc communiste fondé en 2014 et dissous en 2017.

## Historique

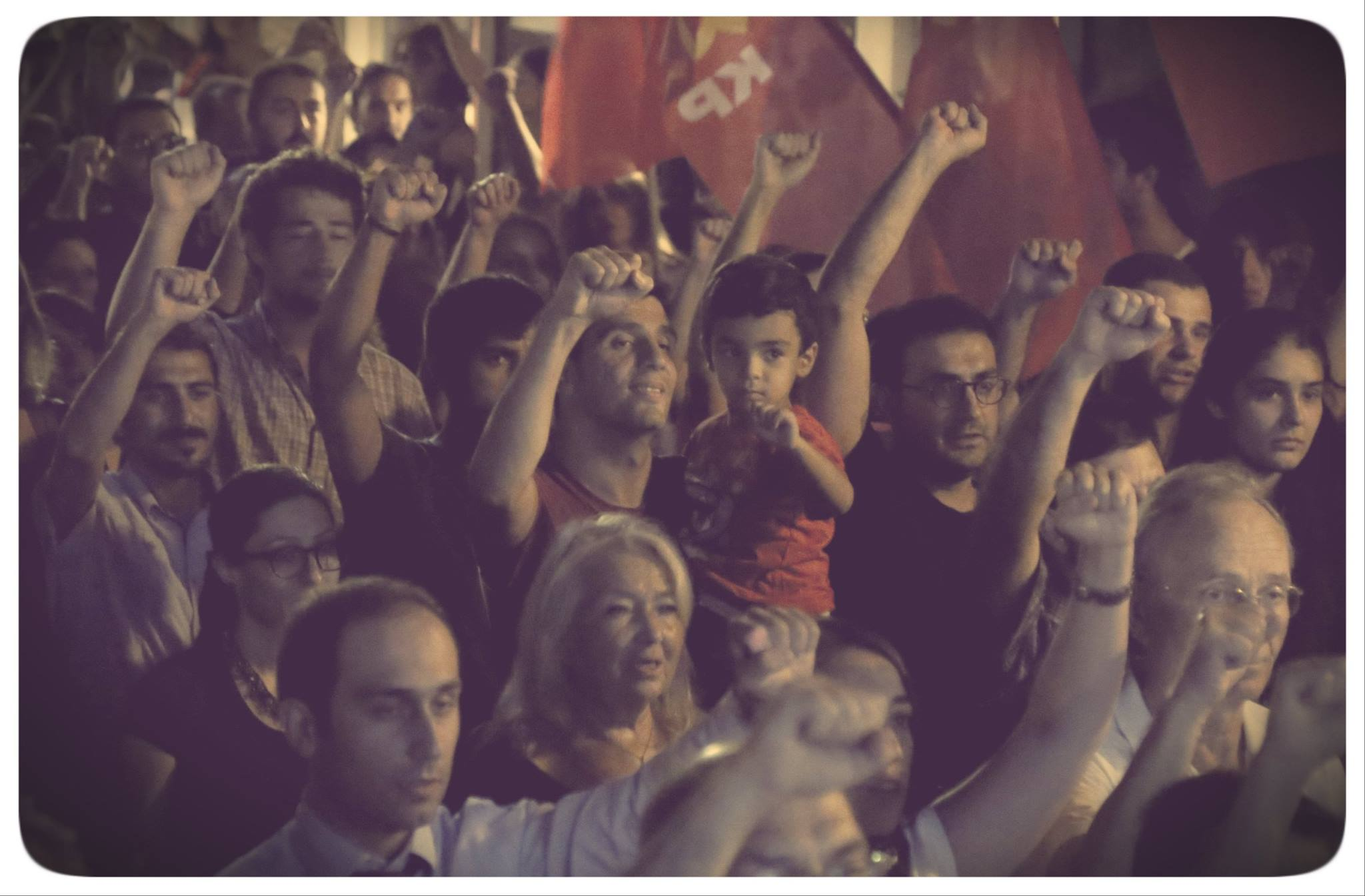
"Rassemblement solidaire du Parti communiste de Turquie : des militants, jeunes et âgés, levant le poing en signe de résistance et de lutte pour l'égalité et la justice sociale."

Le parti est issu d'une scission du Parti communiste de Turquie (2001) (TKP) ayant eu lieu à l'issue du 12e congrès en avril 2014. Les deux militants à l'origine de la fondation sont Aydemir Güler et Kemal Okuyan. L'autre composante issue de la scission est le Parti communiste de Turquie du peuple (HTKP).
Le 22 janvier 2017, il se dissout dans le Parti communiste de Turquie, qui est refondé pour l'occasion.

## Résultats électoraux
| Élection                                | Nombre de voix pour le PC | Part des voix | Nombre de sièges |
| Élections législatives de juin 2015     | 13,780                    | 0.03%         | 0 / 550          |
| Élections législatives de novembre 2015 | 52,527                    | 0.11%         | 0 / 550          |